# Sissy, Aisne

Sissy este o comună în departamentul Aisne din nordul Franței. În 1 ianuarie 2022 avea o populație de 490 de locuitori.